# Somebody (canção de Bridgit Mendler)
"Somebody" é uma canção da cantora de música pop estadunidense Bridgit Mendler presente no álbum Lemonade Mouth, trilha sonora do filme com mesmo nome. Lançada em 4 de março nos Estados Unidos e 15 de abril de 2011 mundialmente pela Walt Disney Records e composta por Federico Scott - Hollywood Records Lindy Robbins e Reed Vertelney, também produtor, é o primeiro single oficial da carreira de Bridgit Mendler e também o primeiro retirado do álbum.

## Recepção da crítica
O portal Disney Dreaming declarou que Bridgit Mendler tinha uma grande voz e que seu desempenho na canção "Somebody" e em toda trilha sonora de Lemonade Mouth levariam-a longe ainda, acrescentando que a canção trazia uma bonita mensagem. Já o site AOL declarou que a canção era sobre como transformar algo amargo em doce e é uma boa mistura de rock com música pop. O Pop Dust criticou a falta de consistencia na produção da canção, classificando-a como desinteressante. O portal disse ainda:
| “ | A música não é tão ruim — profissionalmente medíocre muito menos — mas é difícil não desejar que a Disney tivesse usado essa oportunidade para fazer algo mais contagiante e 'com sal' (...) Falta alguma coisa para que a canção, que tem como tema os fracassados do colégio, não seja mais entediante que as dos Jonas Brothers. | ” |

## Faixas
| Download digital |                       |                               |                |         |  |
| N.º              | Título                | Compositor(es)                | Produtor(es)   | Duração |  |
| 1.               | "Somebody"            | Lindy Robbins, Reed Vertelney | Reed Vertelney | 3:28    |  |
| 2.               | "Somebody (Extended)" | Lindy Robbins, Reed Vertelney | Reed Vertelney | 3:31    |  |
| Duração total:   | Duração total:        | Duração total:                | Duração total: | 6:59    |  |

## Videoclipe
O videoclipe da canção foi gravado na cidade de Albuquerque, no estado do Novo México, Estados Unidos, quando finalizadas as fimagens do longa-metragem, em 25 de março de 2011. Foi dirigido por Patricia Riggen, mesma diretora do filme, e produzido por Matias Alvarez e Debra Martin Chase, conhecida pelos trabalhos com as The Cheetah Girls. Em 18 de março sairam as primeiras cenas e os bastidores. O vídeo foi lançado em 21 de março de 2011.

### Sinopse

Capturas de ecrã do videoclipe

O videoclipe se inicia Bridgit Mendler e sua banda montando o equipamento em uma grande sala. Em uma segunda cena é mostrada a cantora saindo de um antigo elevador de carga e andando por um corredor de tijolos enquanto interpreta a canção. De volta a primeira cena Bridgit aparece cantando junto com sua banda, usando uma saia florida de cintura alta com uma blusa azul e uma jaqueta curta. Após o primeiro refrão a cantora e sua banda formada por Adam Hicks, Hayley Kiyoko, Naomi Scott e Blake Michael, aparecem pintando quadros,  jogando tinta uns nos outros e criando o logotipo do filme Lemonade Mouth. Além disso a banda aparece em várias cenas tirando fotos uns dos outros por toda casa, improvisando um cenário e trocas de roupas e por fim montando vários cartazes com as fotos. Em uma cena externa a artista aparece na rua entregando panfletos e pregando cartazes sobre o show que realizará com a banda. Na última cena do vídeo Bridgit Mendler veste um curto vestido coberto de lantejoulas pretas com botas até o joelho cantando em um show realizado na mesma casa do início, com grande público à assistindo.

### Recepção da crítica
O portal Pop Dust fez duas críticas à falta de sincronização da banda de Bridgit Mendler no vídeo com a canção e também ao local improvavel em que foi realizado a festa que se passa.
| “ | Nenhum dos instrumentos tocados na festa parece ter qualquer correspondência com a música real. E quantas festas adolescentes realmente apresentam bandas ao vivo? E ainda por cima na sala de estar? No monopólio Disney, a energia está fora dos quartos, como de costume nos adolescentes. | ” |

## Desempenho nas tabelas musicais

### Posições
| Paradas (2011)                             | Posições |
| ------------------------------------------ | -------- |
| Estados Unidos — Billboard Hot 100         | 89       |
| Estados Unidos — Billboard Top Heatseekers | 12       |

## Histórico de Lançamento
| Local          | Data                | Formato                   | Gravadora           |
| -------------- | ------------------- | ------------------------- | ------------------- |
| Estados Unidos | 4 de março de 2011  | download digital, Airplay | Walt Disney Records |
| Reino Unido    | 15 de abril de 2011 | download digital, Airplay | Walt Disney Records |